# Amanda Dlamini
Amanda Sinegugu Dlamini (KwaZulu-Natal, 22 de julho de 1988) é uma futebolista profissional sul-africana que atua como meia.

## Carreira
Amanda Dlamini fez parte do elenco da Seleção Sul-Africana de Futebol Feminino, nas Olimpíadas de 2012 e 2016. 